# Edithmead
Edithmead är en by i civil parish Burnham Without, i enhetskommunen Somerset, i grevskapet Somerset, i England. Byn är belägen 26 km från Taunton. Byn hade 514 invånare år 2021.